# تيكساركانا
تيكساركانا (بالإنجليزية: Texarkana, Arkansas)‏ هي مدينة تقع في مقاطعة ميلر بولاية أركنساس في الولايات المتحدة. تبلغ مساحة هذه المدينة 107.87 (كم²)، وترتفع عن سطح البحر 110 م، بلغ عدد سكانها 29919 نسمة في عام 2010 حسب إحصاء مكتب تعداد الولايات المتحدة.

## التركيبة السكانية
حدّد مكتب تعداد الولايات المتحدة بيانات التركيبة السكانية لتيكساركانا في تعداد الولايات المتحدة. في ما يلي، التركيبة السكانية حسب تعدادي 2000 و2010.

### تعداد عام 2000
بلغ عدد سكان تيكساركانا 26,448 نسمة بحسب تعداد عام 2000، وبلغ عدد الأسر 10,384 أسرة وعدد العائلات 7,039 عائلة مقيمة في المدينة. في حين سجلت الكثافة السكانية 242.7 نسمة لكل كيلومتر مربع (628.6/ميل2). وبلغ عدد الوحدات السكنية 11,721 وحدة بمتوسط كثافة قدره 107.6 لكل كيلومتر مربع (278.7/ميل2).
وتوزع التركيب العرقي للمدينة بنسبة 65.93% من البيض و31% من الأمريكيين الأفارقة و0.48% من الأمريكيين الأصليين و0.50% من الأمريكيين ذوي الأصول الآسيوية و0.03% من سكان جزر المحيط الهادئ و0.61% من الأعراق الأخرى و1.46% من عرقين مختلطين أو أكثر و1.78% من الهسبانيون أو اللاتينيون من أي عرق.
بلغ عدد الأسر 10,384 أسرة كانت نسبة 36.6% منها لديها أطفال تحت سن الثامنة عشر تعيش معهم، وبلغت نسبة الأزواج القاطنين مع بعضهم البعض 45.3% من أصل المجموع الكلي للأسر، ونسبة 18.7% من الأسر كان لديها معيلات من الإناث دون وجود شريك، بينما كانت نسبة 3.7% من الأسر لديها معيلون من الذكور دون وجود شريكة وكانت نسبة 32.2% من غير العائلات. تألفت نسبة 28.3% من أصل جميع الأسر من عدة أفراد يعيشون في نفس المنزل ونسبة 11.6% كانت تتألف من شخص يعيش بمفرده يبلغ من العمر 65 عاماً أو أكثر. وبلغ متوسط حجم الأسرة المعيشية 2.45، أما متوسط حجم العائلات فبلغ 2.99.
بلغ العمر الوسطي للسكان 34.8 عاماً. وكانت نسبة 25.6% من القاطنين تحت سن الثامنة عشر، وكانت نسبة 9.4% بين الثامنة عشر والرابعة والعشرين عاماً، ونسبة 27% كانت واقعةً في الفئة العمرية ما بين الخامسة والعشرين والرابعة والأربعين عاماً، ونسبة 21.1% كانت ما بين الخامسة والأربعين والرابعة والستين، ونسبة 12.9% كانت ضمن فئة الخامسة والستين عاماً فما فوق. يوجد لكل 100 أنثى 89.1 ذكر، ويوجد لكل 100 أنثى في الثامنة عشر من عمرها فما فوق 83.1 ذكر.
بلغ متوسط دخل الأسرة في المدينة 31,343 دولارًا، أما متوسط دخل العائلة فبلغ 37,157 دولارًا. وكان متوسط دخل الذكور 35,204 دولارًا مقابل 21,731 دولارًا للإناث. وسجل دخل الفرد الخاص بالمدينة 17,130 دولارًا. وكانت نسبة 17.2% من العائلات ونسبة 21.7% من السكان تحت خط الفقر، وكان من هؤلاء نسبة 33.4% تحت سن الثامنة عشر ونسبة 15.7% في الخامسة والستين من العمر وما فوق.

### تعداد عام 2010
بلغ عدد سكان تيكساركانا 29,919 نسمة بحسب تعداد عام 2010، وبلغ عدد الأسر 12,032 أسرة وعدد العائلات 7,801 عائلة مقيمة في المدينة. في حين سجلت الكثافة السكانية 274.6 نسمة لكل كيلومتر مربع (711.2/ميل2). وبلغ عدد الوحدات السكنية 13,375 وحدة بمتوسط كثافة قدره 122.8 لكل كيلومتر مربع (318.1/ميل2).
وتوزع التركيب العرقي للمدينة بنسبة 62.42% من البيض و33.18% من الأمريكيين الأفارقة و0.57% من الأمريكيين الأصليين و0.56% من الأمريكيين ذوي الأصول الآسيوية و0.05% من سكان جزر المحيط الهادئ و1.22% من الأعراق الأخرى و2.01% من عرقين مختلطين أو أكثر و2.82% من الهسبانيون أو اللاتينيون من أي عرق.
بلغ عدد الأسر 12,032 أسرة كانت نسبة 32.7% منها لديها أطفال تحت سن الثامنة عشر تعيش معهم، وبلغت نسبة الأزواج القاطنين مع بعضهم البعض 40.3% من أصل المجموع الكلي للأسر، ونسبة 19.9% من الأسر كان لديها معيلات من الإناث دون وجود شريك، بينما كانت نسبة 4.7% من الأسر لديها معيلون من الذكور دون وجود شريكة وكانت نسبة 35.2% من غير العائلات. تألفت نسبة 29.8% من أصل جميع الأسر من عدة أفراد يعيشون في نفس المنزل ونسبة 10% كانت تتألف من شخص يعيش بمفرده يبلغ من العمر 65 عاماً أو أكثر. وبلغ متوسط حجم الأسرة المعيشية 2.36، أما متوسط حجم العائلات فبلغ 2.92.
بلغ العمر الوسطي للسكان 36.2 عاماً. وكانت نسبة 23.8% من القاطنين تحت سن الثامنة عشر، وكانت نسبة 9.8% بين الثامنة عشر والرابعة والعشرين عاماً، ونسبة 27.2% كانت واقعةً في الفئة العمرية ما بين الخامسة والعشرين والرابعة والأربعين عاماً، ونسبة 25.5% كانت ما بين الخامسة والأربعين والرابعة والستين، ونسبة 13.6% كانت ضمن فئة الخامسة والستين عاماً فما فوق. وتوزع التركيب الجنسي للسكان بنسبة 48.8% ذكور و51.2% إناث.

## أعلام
- مايك روس
- روبرت دواين غرووس
- رود سميث
- هوي ويليامسون
- هوراس ميلان
- غيلبرت ر. كوك
- جيف كيث

## وصلات خارجية
- txkusa.org نسخة محفوظة 11 نوفمبر 2020 على موقع واي باك مشين.
- The US50 - Cities and Towns in Arkansas State
- 2012 United States Census Estimate